# Balboa Island

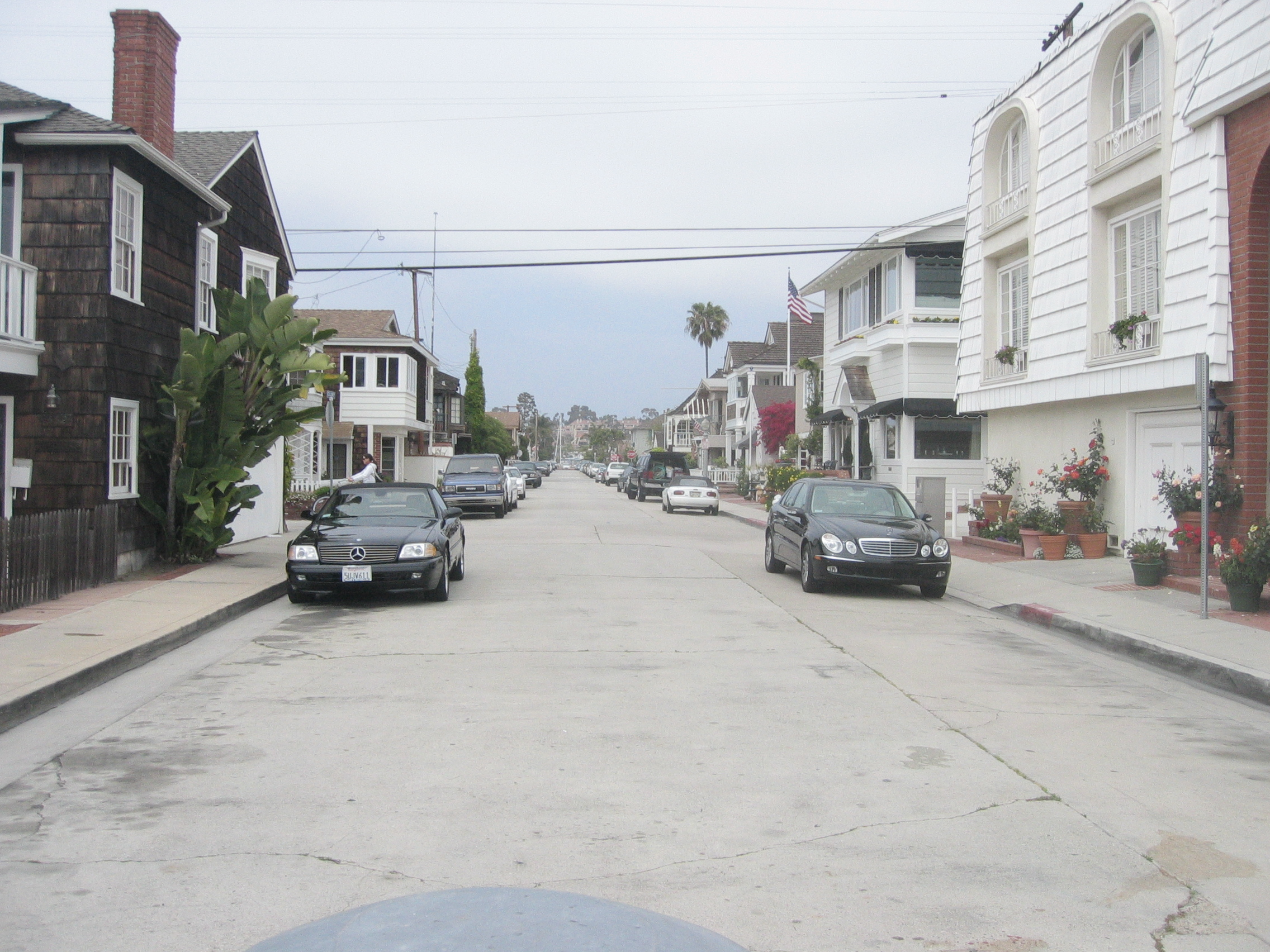
Una tipica strada di Balboa Island

Balboa Island appartiene alla città di Newport Beach, in California. È un'isola artificiale nel porto di Newport che fu realizzata appena prima che scoppiasse la prima guerra mondiale. Il traghetto di Balboa Island trasporta automobili, biciclette e persone attraverso il canale del porto tra Balboa Island e la Balboa Peninsula.

## Economia
Turisti provenienti da tutto il mondo vengono a soggiornare sull'isola in uno dei tanti appartamenti-vacanze.
Essi si godono le giornate estive in spiaggia e le serate sulla strada principale a cena nei ristoranti e in dopo cena, passeggiando sull'isola, come la tradizione vuole.

## Cultura

### Cinema e Televisione
A Balboa Island è ambientato il bel noir di Max Ophüls, con Joan Bennet e James Mason, Sgomento (The Reckless Moment, 1949).  
L'isola è un luogo dove le produzioni televisive hanno girato diversi film. Elencate di seguito vi sono solo le produzioni più famose: 
- Arrested Development (2003-06) (le riprese della serie sono state però girate soprattutto a Culver City).
- Il Bambino venuto dal mare (1999).

### Musica
La rock band inglese Pretty Things hanno intitolato Balboa Island il loro album del 2007 e una delle canzoni incluse nello stesso album.

## Curiosità
- Secondo il censimento del 2000 degli Stati Uniti, Balboa Island è una delle comunità più densamente popolate della contea di Orange: circa 3.000 residenti vivono in appena 0,2 miglia quadrate (0,52 km²) dandogli una densità abitativa di 17.621 persone per miglio quadrato, superiore a quello di San Francisco.
- Nonostante qui vi siano alcune delle più costose case del paese, la maggior parte delle abitazioni sorge su piccoli lotti (la dimensione dei lotti molto comune sull'isola è di 35 x 85 piedi).
- Il perimetro dell'isola, lungo la Bay Front, è costellato di pontili per le barche dei proprietari.